# Самур (газета)
Самур — ежемесячная общественно-политическая газета на лезгинском языке, издающаяся в Азербайджане. В настоящее время является единственной лезгиноязычной газетой республики. Часть материалов публикуется на азербайджанском и русском языках. Учредителем газеты является лояльная властям Азербайджана общественная организация «Самур». Финансирование газеты осуществляется за частные средства.
Тираж — 2000 экземпляров.
Основная линия газеты — сохранение лезгинского языка, воспитание у читателей бережного к нему отношения, знакомство читателя с известными соотечественниками за рубежом, с исследователями лезгинского языка и лезгинской культуры. В каждом номере газеты печатается отдельная страница «Школа Самура», где рассказывается о классиках лезгинской литературы, о грамматике языка и т. д. Под рубрикой «Гафалаг» постоянно печатаются забытые исконно лезгинские слова. Также газета освещает общественно-политические события, происходящие в Азербайджане и Дагестане.

## История
Основана в 1992 году лезгинским национальным центром «Самур».
Первым редактором газеты «Самур» был журналист Фейруз Бадалов. За 8 месяцев его руководства было выпущено 24 номера газеты. Затем редактором газеты был назначен доктор искусствоведческих наук Нуреддин Габибов. С тех пор газета стала печататься с большими промежутками, резко снизилось количество подписчиков. Количество выпускаемых им номеров было 21.
До 1997 года субсидировалась властями Азербайджана.
В 1997 году газета была на грани закрытия, газету возглавила писатель-журналист Седагет Керимова. 1 октября 1997 года обновлённый «Самур» вновь увидел свет. В 1999 году количество подписчиков возросло до 500 человек. В газете появились 50 рубрик на лезгинском, 40 — на азербайджанском и 20 — на русском языке.
В 1997—2000 годах впервые на страницах газеты были напечатаны произведения 68 молодых авторов. В 2000 году редакция выпустила сборник стихотворений молодых поэтов под названием «Акъата шегьредиз» (В добрый путь).
В 2005 году количество подписчиков возросло ещё на 400 человек. Общий тираж составил 2400 экземпляров.